# Sebastian Zielinsky
Sebastian Zielinsky (* 21. Februar 1988 in Köln) ist ein ehemaliger deutscher Fußballspieler.

## Spielerkarriere
Der offensive Mittelfeldspieler begann seine Karriere beim SC Fortuna Köln, für den er bis 1995 spielte. Dann wechselte er zum 1. FC Köln, durchlief alle Jugendnationalmannschaften von der U16 bis zur U18 und kam schon als A-Jugendlicher in der zweiten Mannschaft zum Einsatz, bis er nach einigen Spielen von Christoph Daum zum Training der ersten Mannschaft berufen wurde. Am 26. September 2009 bestritt er sein erstes Bundesligaspiel, als er in der 83. Minute für Fabrice Ehret im Heimspiel gegen Bayer 04 Leverkusen eingewechselt wurde.
Zur Saison 2010/11 wechselte Zielinsky zum Zweitliga-Aufsteiger FC Ingolstadt 04. In seinem ersten Zweitligajahr kam er auf elf Einsätze. Am Ende der Saison wurde sein Vertrag in beiderseitigem Einvernehmen aufgelöst. Im Winter 2012 verpflichtete ihn Drittligist Wacker Burghausen. Dort kam er in der Rückrunde 2011/12 noch auf zehn Spiele und ein Tor. Zur Saison 2012/13 wechselte er zum SV Darmstadt 98, wo er 33 Spiele in der 3. Liga bestritt.
Nach einer Zeit der Vereinslosigkeit wurde Zielinsky im Januar 2014 vom Regionalligisten 1. FC Lokomotive Leipzig verpflichtet. Er verließ den Verein in der Sommerpause 2015. Im Januar 2016 kehrte er in die zweite Mannschaft des 1. FC Köln zurück.
Im Sommer 2016 beendete er seine aktive Fußballerkarriere und begann eine Ausbildung bei der Polizei.